# Gustavo Pittaluga Fattorini
Gustavo Pittaluga (Florencia, 10 de noviembre de 1876-La Habana, 27 de abril de 1956) fue un médico y científico italiano, nacionalizado español en 1904, notable sobre todo por sus aportaciones al desarrollo de la hematología y la parasitología, así como por su papel en la lucha nacional e internacional contra la malaria y otras protozoosis.

## Biografía
Nacido el 10 de noviembre de 1876 en Florencia, actual Italia, era hijo del general italiano Giovanni Pittaluga. Estudió medicina en la Universidad de Roma, donde se doctoró en 1900 con una tesis sobre la acromegalia. Aunque había empezado orientándose hacia la psiquiatría, tema por el que nunca perdió el interés, se convirtió en ayudante del médico y naturalista Giovanni Battista Grassi, especialista en zoología de invertebrados y protozoos. Grassi fue quien demostró que la malaria o paludismo es transmitida por mosquitos del género Anopheles.
Llegó en 1902 a Madrid, donde debía presentar comunicaciones sobre paludismo en el XIV Congreso Internacional de Medicina. Aquí Pittaluga despertó el interés de Santiago Ramón y Cajal y los naturalistas españoles, afincándose definitivamente en España. Se nacionalizó español en 1904. En 1905 fue nombrado jefe del Servicio de Desinfección del Instituto de Higiene Alfonso XIII, dirigido en aquel entonces por Cajal. Se casó con una madrileña, María Victoria González del Campillo y Álvarez de Lorenzana, con la que tuvo tres hijos, uno de los cuales fue el luego famoso compositor Gustavo Pittaluga González del Campillo.

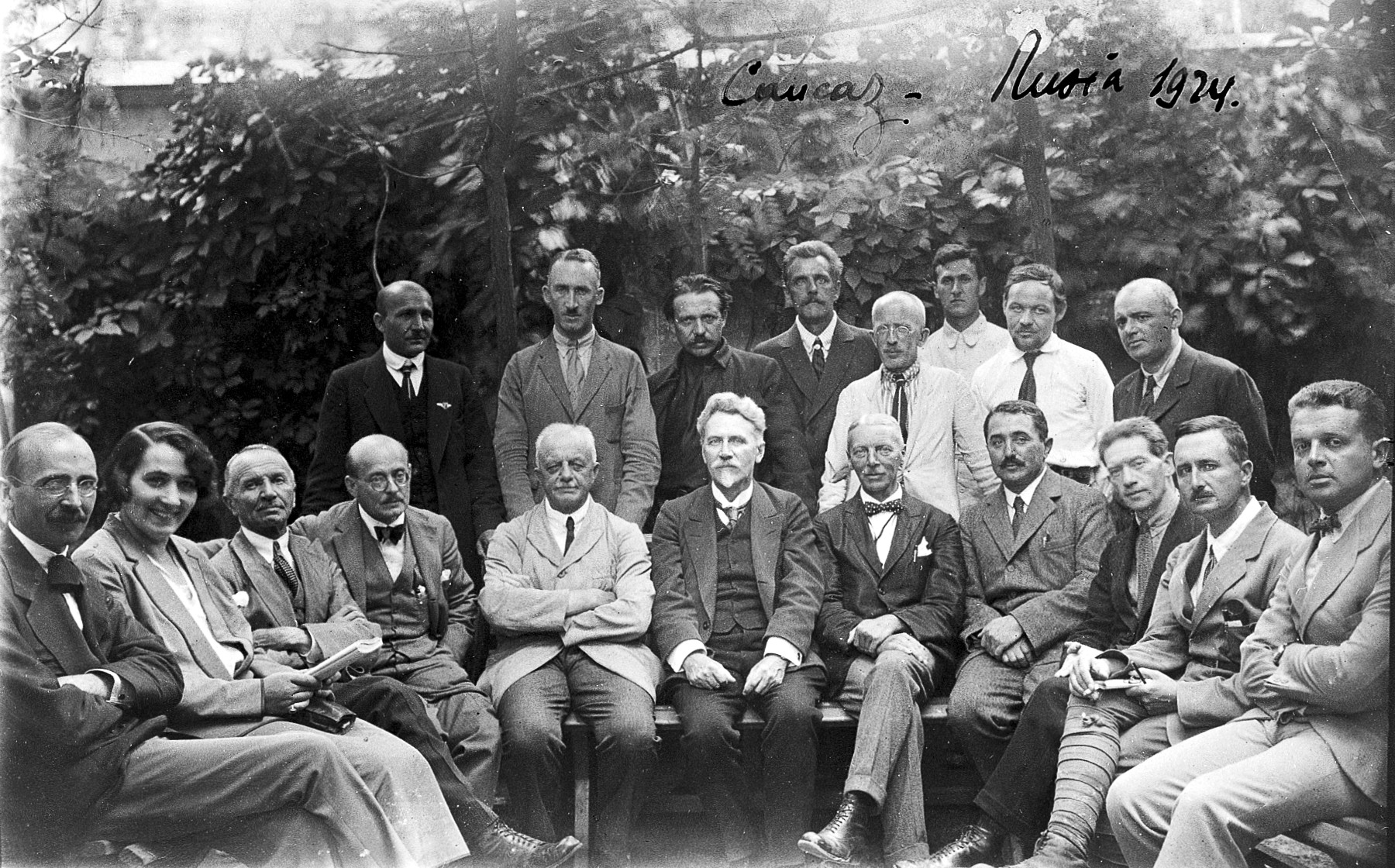
Comisión para la malaria de la Liga de las Naciones (década de 1920)

En 1909 encabezó la comisión que estudió las enfermedades endémicas de Fernando Poo, y las otras colonias de la pronto llamada Guinea Española. El centro de su interés fue la enfermedad del sueño, y el Trypanosoma que la produce.
Desde 1911 fue catedrático de Parasitología y Patología Tropical de la Universidad de Madrid. En 1913 describió, con sus discípulos, la forma endémica de kala-azar (leishmaniasis) que se da en España. Con estos y otros trabajos alternaba la dirección como experto de equipos que afrontaban, en España y fuera de ella, diversas crisis epidémicas, de cólera y de otras infecciosas. En 1919 estudió en Francia, con Gregorio Marañón y Ruiz Falcó, la epidemia de la gripe que se llamó «española».
En 1915 ingresa en la Real Academia Nacional de Medicina.

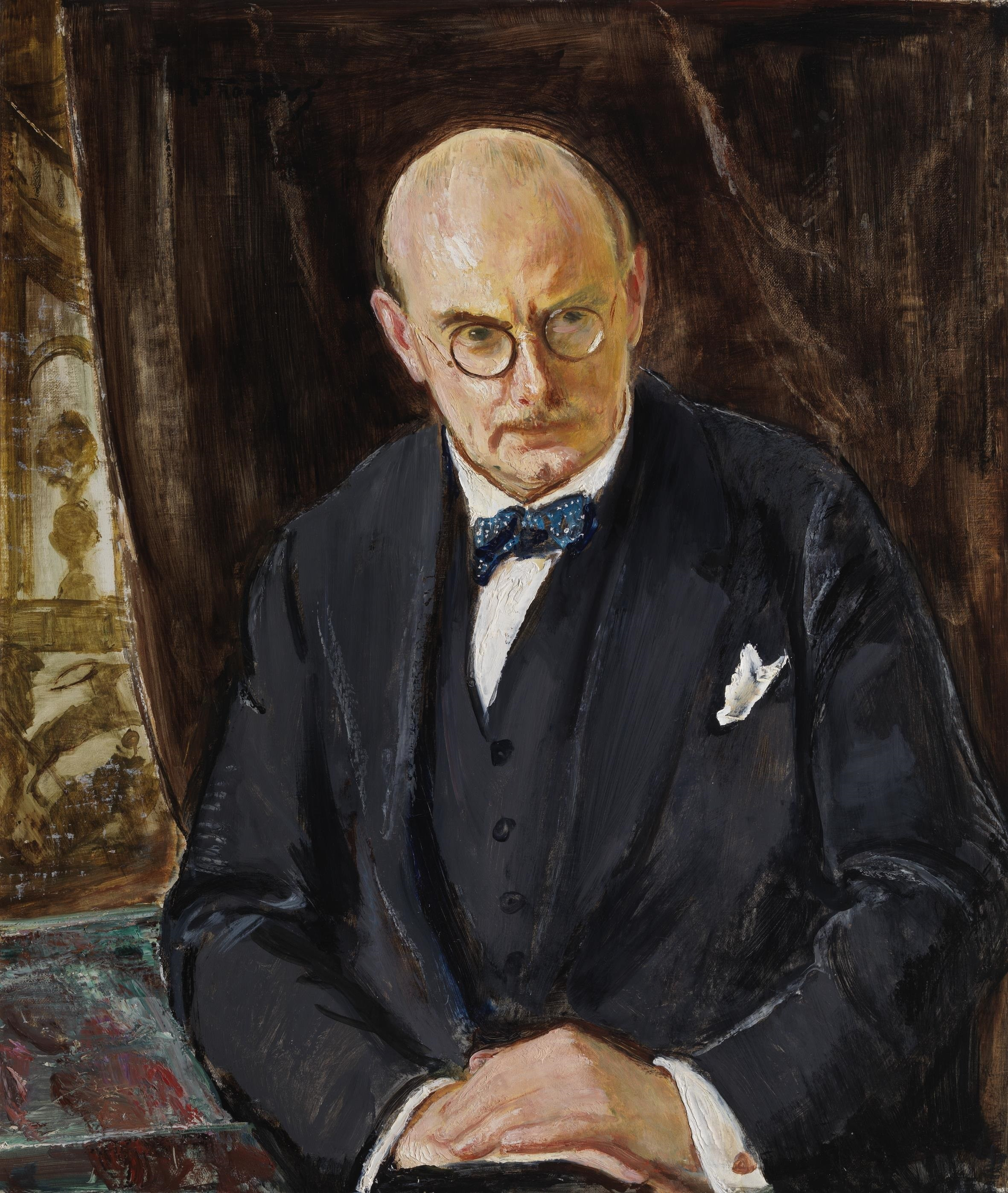
Retratado por Maurice Fromkes

Desde 1920 Pittaluga se hizo cargo de la organización de la lucha contra el paludismo en España, contando con la colaboración, entre otros, de Sadí de Buen Lozano. Durante los años 1920 y 1930 fue representante de España, y también dirigente, de los organismos internacionales relacionados con la lucha antipalúdica, que actuaban, también en España, con activa financiación de la Fundación Rockefeller a través del duque de Alba. También fue presidente del Comité de Higiene de la Sociedad de Naciones y médico de la Familia Real.
Pittaluga tenía convicciones políticas claras, como otros científicos notables de la época. Se presentó a las elecciones de 1923, resultando elegido diputado por Alcira.

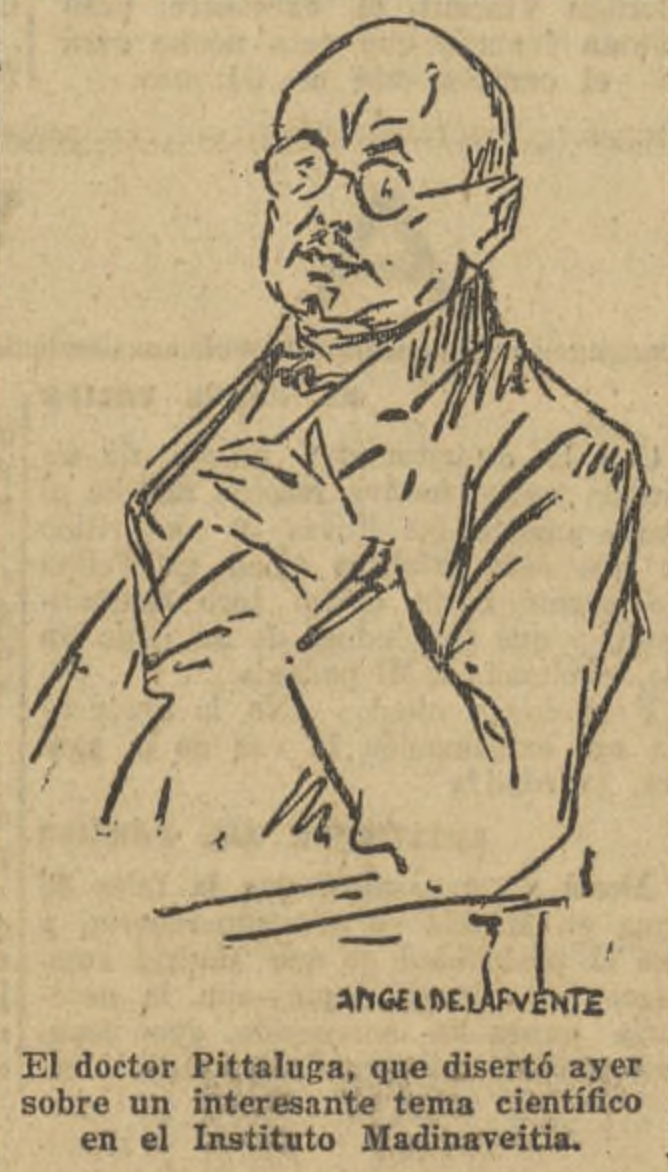
Retrato de Pittaluga publicado en 1926 en el diario El Liberal con motivo de una conferencia suya en el Instituto Madinaveitia

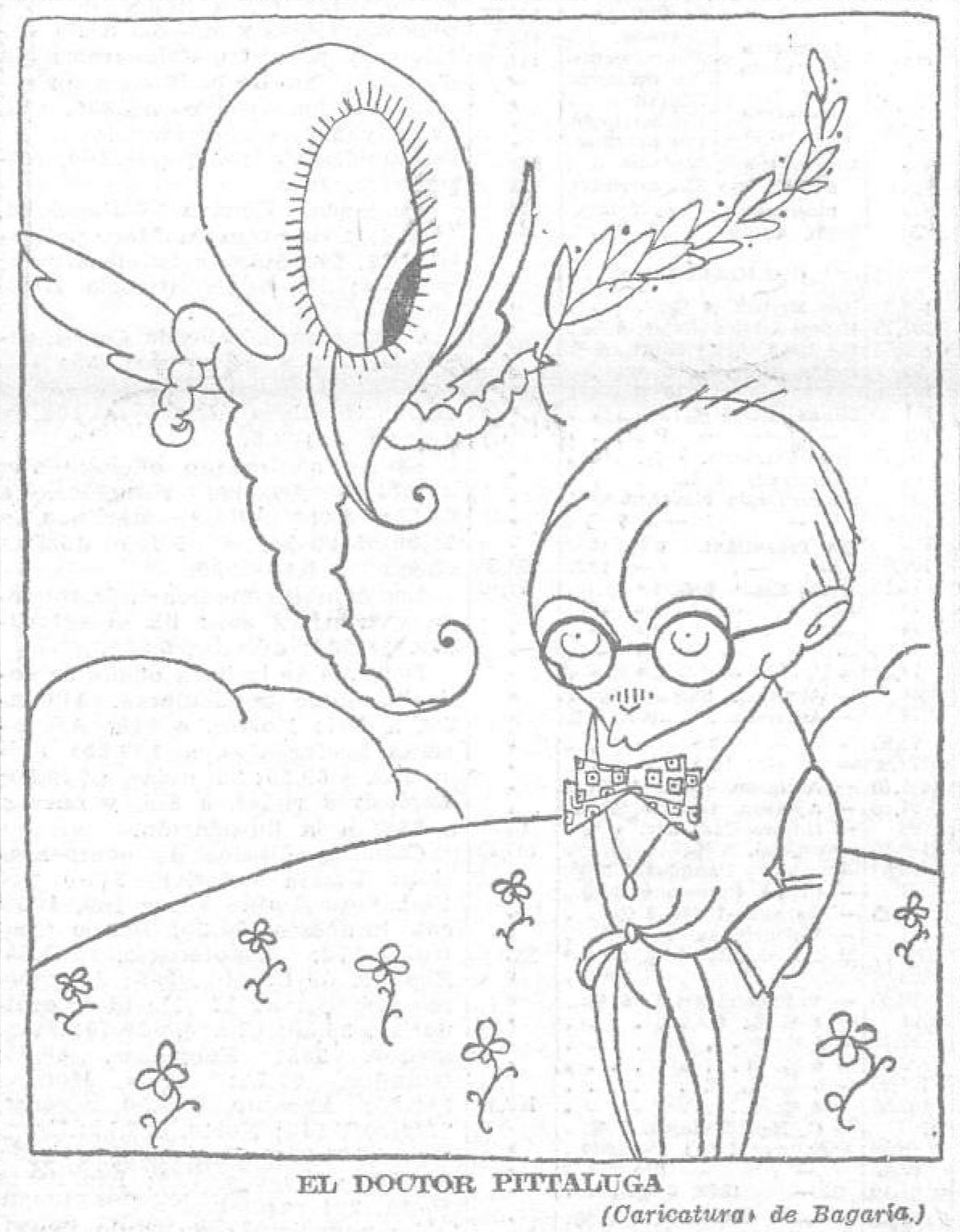
Caricaturizado por Bagaría en El Sol (1928)

En 1924 participó como delegado del Comité de Higiene de la Sociedad de las Naciones en una comisión que realizó un largo viaje de estudio por los Balcanes y la Rusia de los soviets a la que calificó como «Un gran cuerpo de labriego recio y rudo metido en un traje que cortaron en Zúrich unos sastres de muñecos abstractos, y que no habían tomado las medidas. Este traje le hace un daño horrible, no hay duda. [...] pero prefiere aguantar un poco, a ver si el traje se ajusta, se ensancha, se amolda, andando el tiempo, a su forma y a su tamaño, o se resquebraja por algún lado y se lo arregla entonces a la vieja usanza, aprovechando la ocasión y la tela».
Consideraba que en Rusia «lo visto no bastaba para dar un tono de bienandanza y de complacencia a la vida colectiva de un gran pueblo. Ni basta ni sirve. He aquí el error del materialismo histórico. Ni la salud ni la riqueza son la finalidad de la vida. Por tanto, ni la sanidad ni la economía son otra cosa más que medios llamados a contribuir al ensalzamiento y al predominio de la inteligencia y de la sensibilidad, porque solamente estas dos fuerzas intrínsecas del espíritu humano son los factores del perfeccionamiento y de la felicidad compatibles con la vida».
Fue elegido diputado de las Cortes Constituyentes de 1931 por la circunscripción de Badajoz, adscrito a la Derecha Liberal Republicana.
En junio de 1935 fue nombrado director del Instituto Nacional de Sanidad, cargo del que fue separado —con carácter definitivo y pérdida de todos sus derechos— en diciembre de 1936, a propuesta de la entonces ministra de Sanidad Federica Montseny.
La depuración como catedrático, sin lugar a proceso contradictorio alguno, se produjo mediante Orden Ministerial en febrero de 1939, junto a otros catedráticos:

... se separa definitivamente por ser pública y notoria la desafección de los catedráticos universitarios que se mencionarán al nuevo régimen implantado en España, no solamente por sus actuaciones en las zonas que han sufrido y en las que sufren la dominación marxista, sino también por su pertinaz política antinacionalista y antiespañola en los tiempos precedentes al Glorioso Movimiento Nacional. La evidencia de sus conductas perniciosas para el país hace totalmente inútiles las garantías procesales que, en otro caso constituyen la condición fundamental en todo enjuiciamiento, y por ello, este Ministerio ha resuelto separar definitivamente del servicio y dar de baja en sus respectivos escalafones a los señores: Luis Jiménez de Asúa, Fernando de los Ríos Urruti, Felipe Sánchez Román y José Castillejo Duarte, catedráticos de Derecho; José Giral Pereira, catedrático de Farmacia; Gustavo Pittaluga Fattorini y Juan Negrín López, catedráticos de Medicina; Blas Cabrera Felipe, catedrático de Ciencias; Julián Besteiro Fernández, José Gaos González Pola y Domingo Barnés Salinas, catedráticos de Filosofía y Letras, todos ellos de la Universidad de Madrid. Pablo Azcárate Flórez, Demófilo de Buen Lozano, Mariano Gómez González y Wenceslao Roces Suárez, catedráticos excedentes de Derecho
Orden del 4 de febrero de 1939, Ministerio de Educación Nacional.

Al acabar la guerra civil tuvo que exiliarse, primero en París, después en Biarritz y, finalmente, en Cuba, donde mantuvo una intensa actividad hasta el mismo día de su muerte. Fue invitado a regresar a España por Franco a través de Gregorio Marañón, tras el regreso de su amigo José Ortega y Gasset.
En 1955 se declara su jubilación como catedrático de Universidad.
Falleció el 27 de abril de 1956 en su exilio cubano de La Habana.
Tiene dedicadas los nombres de calles en Málaga y Navalmoral de la Mata.